# Mantsinsaari
Mantsinsaari  (in russo Мантсинсаари; in finlandese Mantsinsaari) è un'isola situata vicino alla costa nord-orientale del lago Ladoga. Amministrativamente fa parte del Pitkjarntskij rajon della Repubblica di Carelia, nel Circondario federale nordoccidentale, in Russia. L'isola nel 2013 aveva un solo abitante.

## Geografia
L'isola dista dalla terraferma 1120 m. A est di Mantsinsaari si trova l'isola di Lunkulansaari (остров Лункулансаари), che racchiude la baia Lunkulanlachti; sulla terraferma, poco distante, c'è l'insediamento rurale di Salmi. L'isola ha una lunghezza è di 14,5 chilometri ed è larga circa quattro chilometri. La sua superficie è di 102 km². Il punto più alto dell'isola raggiunge i 30 metri.

## Storia
Dopo la rivoluzione di ottobre, l'isola apparteneva alla Finlandia e faceva parte del comune di Salmi. Sull'isola c'erano tre villaggi (Peltonin, Oritselen e Tëmpejsen) con una popolazione totale di 1550 persone. Il territorio dell'isola passò all'URSS nel 1940 dopo la Guerra d'inverno. Durante la guerra sovietico-finlandese, il 26 luglio 1941, lo sbarco sovietico sull'isola si concluse in un fallimento con pesanti perdite. L'isola rimase nelle mani delle truppe finlandesi fino alla fine delle ostilità nel 1944. La popolazione dell'isola iniziò a diminuire rapidamente con l'avvento di Chruščëv. I villaggi dell'isola si vuotarono uno dopo l'altro. A metà degli anni '80, sull'isola restavano solo 4 persone.